# یاروف (ناحیه پلزن-شمالی)
یاروف (به چکی: Jarov) یک منطقهٔ مسکونی در جمهوری چک است که در ناحیه پلزن-شمالی واقع شده‌است. یاروف ۱۰٫۵۶ کیلومتر مربع مساحت و ۱۴۲ نفر جمعیت دارد و ۳۸۱ متر بالاتر از سطح دریا واقع شده‌است.